# Príncipe
Otok Princip (portugalski: Ilha do Príncipe) je sa svojih na 142 km2 drugi najveći otok države Svetog Tome i Principa. 
Najveći grad je Santo António.

## Vanjske poveznice
|  | Zajednički poslužitelj ima još gradiva o temi Príncipe |